# Földes Ede
Földes Ede (Ipolyság, 1880. július 16. – Budapest, 1927. október 18.) magyar építész.

## Élete
Szülei Feldmann Károly és Hercz Luiza. 1902-ben szerzett oklevelet a budapesti Műegyetemen. 1907-től Scheiber Miklóssal társult, és számos tervpályázaton közösen indultak. Tagja volt a Magyar Művészi Munka Társaságnak, és a Magyar Mérnök- és Építész-Egyletnek is. Részt vett a Sváb Gyula-féle iskolaépítési programban, ahol egy vagy több iskolaépületet tervezett (helyszín nem ismert).
1909. április 15-én Budapesten feleségül vette Donáth Annát.
Fiatalon, 47 éves korában hunyt el 1927-ben.

## Ismert épületei

### Önállóan tervezett épületei
- 1910-es évek: iskolaépület (helyszín nem azonosítható) – a Sváb Gyula-féle iskolaépítési program keretében[11]

### Tervben maradt, önállóan tervezett épületek
- 1907: Vigadó, Léva (II. díj)[7]
- 1926: Székesfővárosi bérház, Budapest, Török u.[12]

### Egyéb munkái
- 1919: a Széna tér és a Vérmező ünnepi díszítése, Budapest[7]

## Egyéb irodalom
- Gottdank Tibor: A magyar zsidó építőművészek öröksége – Lajtán innen és Lajtán túl, K.U.K. Kiadó, Budapest, 2018, ISBN 9786155361715